# متفرق نشوید
در مستند متفرق نشوید (انگلیسی: Do Not Split)، آندرس همر، روزنامه‌نگار نروژی موضوع اعتراضات هنگ‌کنگ را در اواسط سال ۲۰۱۹ علیه سیاست‌های پکن در این منطقه را نمایش می‌دهد.
دولت چین به دلیل نامزد شدن این مستند از سوی آکادمی اسکار از رسانه‌های داخلی خود خواسته‌است مراسم امسال جایزه اسکار را با محدودیت‌های ویژه پوشش دهند. این تصمیم پس از معرفی مستند «متفرق نشوید» به عنوان نامزد بهترین فیلم مستند کوتاه در اسکار ۲۰۲۱ گرفته شد.